# Condado de Brown (Illinois)
O Condado de Brown é um dos 102 condados do Estado americano de Illinois. A sede de condado é Mount Sterling, e sua maior cidade é Mount Sterling. O condado possui uma área de 796 km² (dos quais 0,52 km² estão cobertos por água), uma população de 6 950 habitantes, e uma densidade populacional de 9 hab/km² (segundo o censo nacional de 2000). O condado foi fundado em 1 de fevereiro de 1839.